# Patrick Dixon

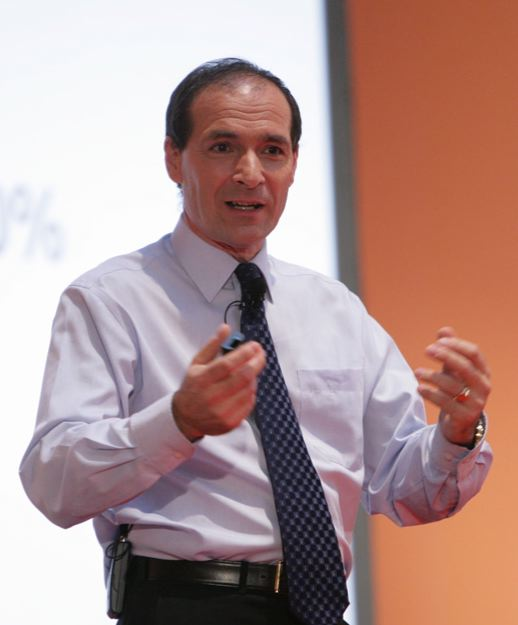
Patrick Dixon falando em uma conferência em 2006

Patrick Dixon (1957) é um escritor britânico, autor de livros sobre tendências e gerência de negócios.
Em 2005, ele foi classificado como um dos 20 pensadores de negócios mais influentes de acordo com o Thinkers 50 (uma pesquisa privada publicada no The Times). Dixon também foi incluído na lista de pessoas voluntariosas: Happy List, do Independent on Sunday em 2010, com referência a agência ACET, fundada por ele, e seu outro trabalho de combate ao estigma da AIDS.

## Obras
- Sustainagility – Kogan Page 2010
- Building a Better Business - Profile Books, 2005
- Futurewise - Harper Collins, 1998, 2001, Profile Books 2003, republicado em 2004, 2005
- The Genetic Revolution - Kingsway, 1993, 1995
- The Truth about Westminster - Kingsway, 1995
- The Truth about Drugs - Hodder, 1996
- The Truth about AIDS - Kingsway / ACET Int. All., 1987, 1989, 1994, nova edição 2004
- AIDS and Young People - Kingsway, 1989
- AIDS and You - Kingsway / ACET Int. All., 1990, nova edição 2004
- The Rising Price of Love - Kingsway, 1994
- Signs of Revival - Kingsway 1994, 1995
- Out of the Ghetto - Word, 1995
- Island of Bolay - Harper Collins
- Cyberchurch - Kingsway, 1996